# Ricardo Zamora de Grassa
Pour les articles homonymes, voir Zamora (homonymie).
Ne doit pas être confondu avec son père Ricardo Zamora, gardien de but espagnol
Ricardo Zamora de Grassa, ou Ricardo Zamora II, né le 6 août 1933 à Madrid et mort le 31 janvier 2003 dans la même ville, est un footballeur espagnol, évoluant au poste de gardien de but. Il est le fils de Ricardo Zamora, célèbre gardien de but espagnol de l'entre-deux-guerres.

## Biographie
Ricardo Zamora de Grassa nait le 6 août 1933 à Madrid. Son père est Ricardo Zamora, gardien de but international et célébrité internationale alors joueur du Real Madrid et sa mère Rosario Grassa.
Ricardo Zamora de Grassa fait ses débuts en tant que gardien de but à l'UD Salamanca en 1951. Il quitte le club en 1952 pour rejoindre l'Atlético Madrid pendant trois où il ne jouera que très peu. En 1955, il rejoint l'Espanyol Barcelone, alors que son père entraîne le club,. Pour éviter tout conflit d'intérêts, il est prêté à Málaga puis à Sabadell. En 1958, après des bonnes performances dans ces deux clubs, il est réintégré à l'Espanyol, mais est souvent remplaçant derrière José Vicente Train. Durant cette même année, il participe à deux films, comme son père l'avait fait : Las chicas de la Cruz Roja et El puente de la paz. À la fin de la saison, il part ensuite pour Majorque et n'encaisse que 17 buts en 28 matchs pour sa première saison, permettant la première promotion du club en première division. En 1962, il rejoint Valence, remportant notamment la Coupe des villes de foires en 1962 et 1963.
Ricardo Zamora de Grassa a les bras très longs, l'aidant à dégager plus facilement le ballon du poing. Son point faible est les tirs dans les coins inférieurs du but, mais développe une intelligence remarquable, une vision du jeu, lui permettant de lancer des contre-attaques.
Ricardo Zamora de Grassa prend sa retraite en 1966 pour s'occuper de sa bijouterie à Madrid. Comme son père après sa carrière de footballeur, il devient journaliste sportif pour La Razón. Ricardo Zamora de Grassa meurt le 31 janvier 2003 d'un cancer.
Le bilan de Ricardo Zamora de Grassa dans les championnats espagnols (première et deuxième division) s'élève à 274 matchs joués, pour 329 buts encaissés.

## Palmarès
- Championnat d'Espagne D2 - Groupe Sud : 
  - Champion en 1960 avec le RCD Majorque

- Coupe des villes de foires : 
  - Vainqueur en 1962 et 1963 avec le Valence CF